# 江杨南路
江杨南路原名江杨路，是中国上海市一條橫跨寶山區、靜安區和虹口区的一條南北走向道路，其中殷高西路以南路段為靜安區和虹口區的交界處。道路全长5401米，北至蕰藻浜與江楊北路相接，南至場中路與廣粵路相接。
1923年，人們修建了連接江湾和杨行的土路。起初道路取名北区路，後來又取江湾镇与杨行镇的首字命名江杨路。1956年改为碎石泥路。1958年，由於當局建設上海第一钢铁厂、上海第五钢铁厂，所以對道路加固并浇灌柏油。後來当局將蕰藻浜以南的路段命名為江杨南路。1980年再度拓宽。